# قصة الهيكي (أنمي)
قصة الهيكي أو حكاية آل تايرا (باليابانية: 平家物語، بالروماجي: Heike Monogatari) هو مسلسل أنمي انترنت أصلي ياباني مقتبس من الترجمة اليابانية الحديثة لنصوص حكاية الهيكي التي قدمها «هيديو فوروكاوا» عام 2016، حكاية الهيكي هي نصوص تاريخية ملحمية تعود للقرن الثالث-عشر تروي صعود وهبوط قبيلة تايرا، تم إنتاج السلسلة في ستوديو ساينز سارو بإخراج ناوكو يامادا، عرض الأنمي بين سبتمبر ونوفمبر 2021.

## القصة
تدور القصة خلال حرب غينبيه، هي حرب أهلية إندلعت في اليابان بين عامي 1180 و1185، يتم السرد من منظور فتاة صغيرة وعازفة تدعى «بيوا» تملك قدرة على رؤية المستقبل، بعد موت والدها الكفيف الذي تسافر معه على يد «فتيان الكابورو» قوات تنتمي لقبيلة تايرا، تلتقي بيوا بشيغيموري وريث قبيلة تايرا المسيطرة، والذي يملك أيضًا قدرة على رؤية أشياء خارقة للطبيعة كأرواح الموتى، يتفهم شيغيموري دور قبيلته بقتل والد بيوا وبغضب منها ورغبتها بإتباع والدها تذكر تتنبأ بيوا بسقوط عشيرة تايرا مع هذا يطلب منها شيغيموري الهادئ والرزين أن تأتي وتعيش مع أسرته، وتبقى تحت رعايته وعنايته ليتحمل مسؤولية قتل والدها وجعلها يتيمة، وأيضًا للاستفادة من قدرتها لمنع سقوط القبيلة، توافق بيوا لكنها ترفض مساعدة القبيلة المسؤولة عن مأساتها.

## الشخصيات
بيوا (びわ، Biwa)
أداء صوتي: آوي يوكي
ابنة أحد عازفي البيوا الجوالين والذي قتل على يد جنود لتايرا بعد أن سمعوا بيوا تتكلم عنهم بإنتقاد، ترتدي زي فتيان ولديها عين خضراء اللون وعين بنية وقدرة على رؤية مشاهد من المستقبل.
تايرا نو شيغيموري (平重盛، Taira no Shigemori)
أداء صوتي: تاكاهيرو ساكوراي
الإبن الأكبر لكيوموري قائد قبيلة تايرا والمخالف له، يترأس قوات تايرا ويخدم كوزير القصر والقائد الأيسر، لديه أربعة أبناء: كوريموري، سوكيموري، كيوتسوني، وأريموري، عيناه مختلفة الألوان ايضًا ويمكنه رؤية أرواح الموتى، يسمى برجل الفوانيس، لإحتفاظه بعدد كبير من الفوانيس في منزله التي تضيئه بشكل جيد خلال المساء.
تايرا نو توكوكو (平徳子، Taira no Tokuko)
أداء صوتي: ساوري هايامي
أخت غير شقيقة لشيغيموري، تتزوج من ابن الإمبراطور نوريهيتو، شقيقتها الصغرى موريكو تزوجت من «فوجيوارا نو موتازاني» بعمر التسعة أعوام لكنه مات بعد عامين من الزواج لترث عنه أراضيه، ما يغضب موتوفوسا شقيق موتازاني الأصغر.
تايرا نو كيوموري (平清盛، Taira no Kiyomori)
أداء صوتي: تيشو غيندا
زعيم قبيلة تايرا، الذي أصبح راهبًا لكنه لايزال يرأس القوات، طبيعته المتقلبة تسبب المشاكل للقبيلة ولإبنه الأكبر شيغيموري، كما انه والد كل من مونيموري وتوموموري، وتوكوكو وشيغيهيرا.
تايرا نو توكيكو (平時子، Taira no Tokiko)
زوجة كيوموري.
تايرا نو كوريموري (平維盛، Taira no Koremori)
ابن شيغيموري الأكبر.
تايرا نو مونيموري (平宗盛، Taira no Munemori)
أخ شيغيموري غير الشقيق.
الإمبراطور غو-شيراكاوا (後白河法皇، Go-Shirakawa Hōnō)
أداء صوتي: شيغيرو تشيبا
الإمبراطور الـ77 لليابان ووالد نوريهيتو.
الإمبراطور تاكاكورا (高倉天皇، Takakura Tennō)
أداء صوتي: كوتارو نيشياما
الإمبراطور الـ 80 لليابان، اسمه الشخصي نوريهيتو ومتزوج من توكوكو.
تايرا نو شيغيكو (平滋子، Taira no Shigeko)
أداء صوتي: مايا ساكاموتو
والدة نوريهيتو.

## الإنتاج

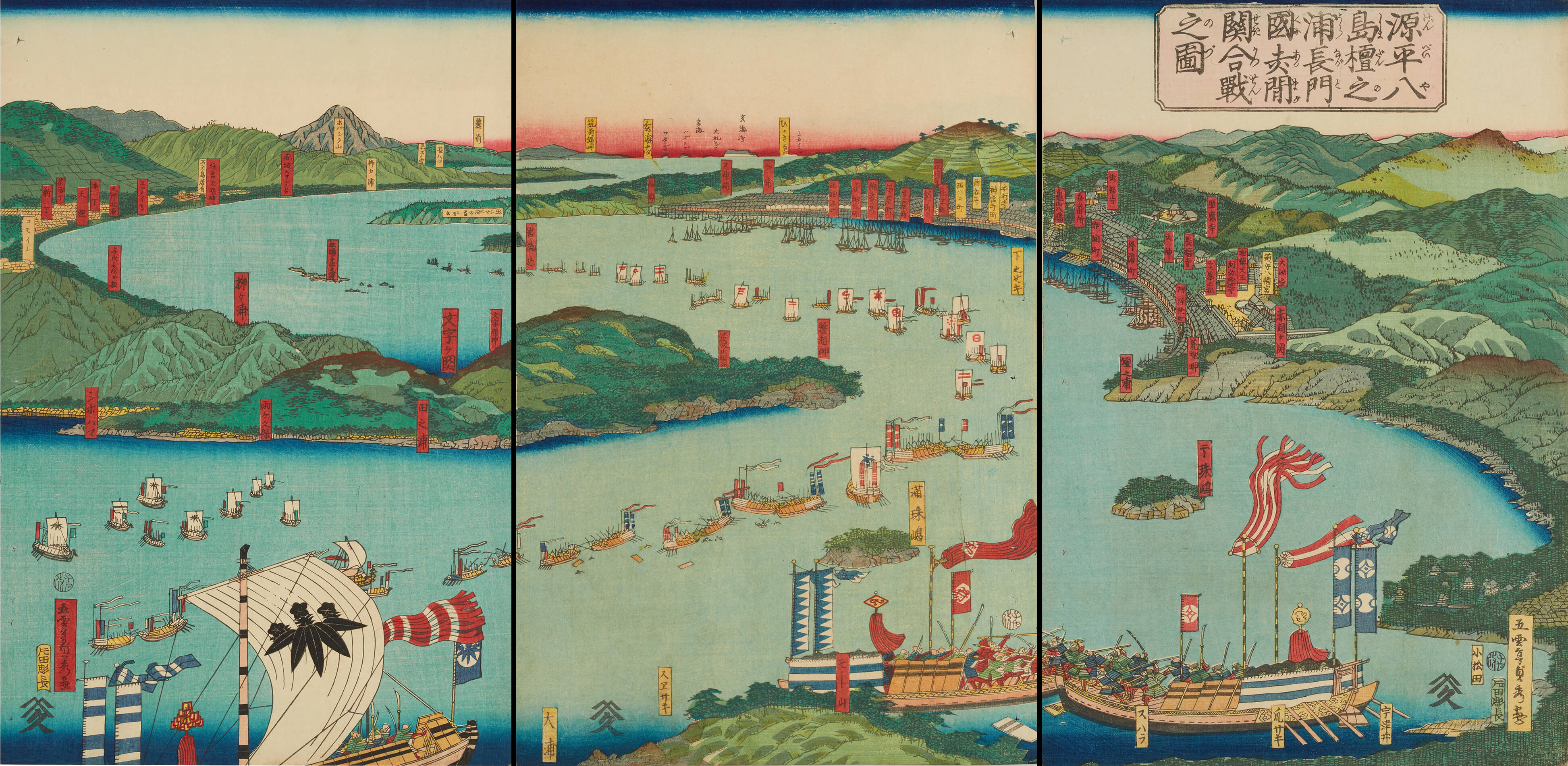
تُعد معركة دان نو أورا من الأحداث التاريخية الهامة التي تم تصويرها في سلسلة الأنمي هذه.

أخرجت الأنمي المخرجة ناوكو يامادا في ستوديو ساينز سارو، وكتبت النصوص ريكو يوشيدا بينما الحان الموسيقى من قبل كينسوكي أوشيو، وهو الثلاثي ذاته الذي عمل على فيلم صوت صامت وليز والطائر الأزرق في استوديو كيوتو انيميشن، أغنية المقدمة الأنمي بعنوان «عند سطوع الضوء» من أداء (هيتسوجيبون غاكو؛Hitsujibungaku) بينما أغنية النهاية من أداء كل من (أغراف؛Agraph وأني؛Ani) من مجموعة تشا دارا بار [الإنجليزية] وبعنوان «منظور موحد».

## قائمة الحلقات
بدأ عرض الأنمي يوم 16 سبتمبر 2021 على خدمة البث اليابانية التابعة لتلفزيون فوجي وخدمة بث فنميشن وإنتهى في 25 نوفمبر، بينما تم تحديد العرض التلفزيوني للسلسلة على تلفزيون فوجي ضمن مجموعة بث (ألترا+) في يناير 2022.
| ر. الإجمالي | العنوان                              | العنوان الأصلي                                              | المخرج                         | الكاتب      | لوحة قصصية               | تاريخ العرض الأصلي |
| ----------- | ------------------------------------ | ----------------------------------------------------------- | ------------------------------ | ----------- | ------------------------ | ------------------ |
| 1           | «لن تكون انسان اذا لم تكن من هيكي»   | 平家にあらざれば人にあらず Heike ni Arazareba Hito ni Arazu | ناوكو يامادا                   | ريكو يوشيدا | ناوكو يامادا             | 16 سبتمبر 2021     |
| 2           | «ازدهار العالم الدنيء هو حلم في حلم» | 娑婆の栄華は夢のゆめ Shaba no Eiga wa Yume no Yume          | اي يوكيمورا                    | ريكو يوشيدا | اي يوكيمورا              | 23 سبتمبر 2021     |
| 3           | «مؤامرة شيشيغاتاني»                  | 鹿ケ谷の陰謀 Shishigatani no Inbō                           | تشينا                          | ريكو يوشيدا | تشينا                    | 30 سبتمبر 2021     |
| 4           | «قضية غير مدونة»                     | 無文の沙汰 Mumon no Sata                                    | شونتارو توزاوا                 | ريكو يوشيدا | اي يوكيمورا ناوكو يامادا | 7 أكتوبر 2021      |
| 5           | «معركة الجسر»                        | 橋合戦 Hashi Kassen                                         | موكو تشان                      | ريكو يوشيدا | موكو تشان                | 14 أكتوبر 2021     |
| 6           | «انتقال العاصمة»                     | 都遷り Miyako Utsuri                                        | تاكازوكا ناغاتومو              | ريكو يوشيدا | تشيزوكو كوساكابي         | 21 أكتوبر 2021     |
| 7           | «موت كيوموري»                        | 清盛、死す Kiyomori, Shisu                                  | اي يوكيمورا                    | ريكو يوشيدا | تاكازوكا ناغاتومو        | 28 أكتوبر 2021     |
| 8           | «سقوط العاصمة»                       | 都落ち Miyako Ochi                                          | تاكازوكا ناغاتومو يوشئي إيزاكي | ريكو يوشيدا | تاكازوكا ناغاتومو        | 4 نوفمبر 2021      |
| 9           | «إنجراف آل تايرا»                    | 平家流るる Heike Nagaruru                                   | ريوهي تاكيشيتا                 | ريكو يوشيدا | ريوهي تاكيشيتا           | 11 نوفمبر 2021     |
| 10          | «دان نو أورا»                        | 壇ノ浦 Dan-no-ura                                           | فوغا ياماشيرو                  | ريكو يوشيدا | فوغا ياماشيرو            | 18 نوفمبر 2021     |
| 11 (أخيرة)  | «الأمور الدنيوية العابرة»            | 諸行無常 Shogyō Mujō                                        | ناوكو يامادا                   | ريكو يوشيدا | موكو تشان ناوكو يامادا   | 25 نوفمبر 2021     |

## الإستقبال
قدم موقع شبكة أخبار الأنمي مراجعات من قبل ثلاثة مراجعين بتحليل الحلقات الست الأولى، (ريبيكا سيلفرمان) قيمت الأنمي (4.5 من 5.0) وخلصت إلى أن «قد تظل قصة محيرة بعض الشيء لمتابعتها، لكنها قصة نجت خلال عدة قرون لسبب ما»، ومراجعة مشتركة أشاد بها كل من (جان كارلو ليموس) و(مونيك ثوماس) بفنية المسلسل وتعقيد القصة، مع استعمال الموسيقى، لخص ليموس رأيه بقول «قصة الهيكي هو ببساطة واحد من أفضل العروض فنيًا خلال هذا الموسم» وأضاف «يمكن أن يصنع الكثير من المعجبين»، بينما ذكر توماس ان المسلسل "كلاسيكي اللحظة (ملاحظة 1)".

## هامش
- ملاحظة 1: مصطلح مديح يدل على أن العرض سيكون بنفس الجودة حاليًا ومستقبًلا.

## طالع أيضًا
- حرب غينبيه
- تاكت أوب
- قصة الهائيكي
- الأنمي في 2021

## روابط خارجية
- الموقع الرسمي للأنمي (باليابانية).
- الموقع الرسمي للأنمي على موقع تلفزيون فوجي.
- قصة الهيكي (انمي) في شبكة أخبار الأنمي